# Instalatér

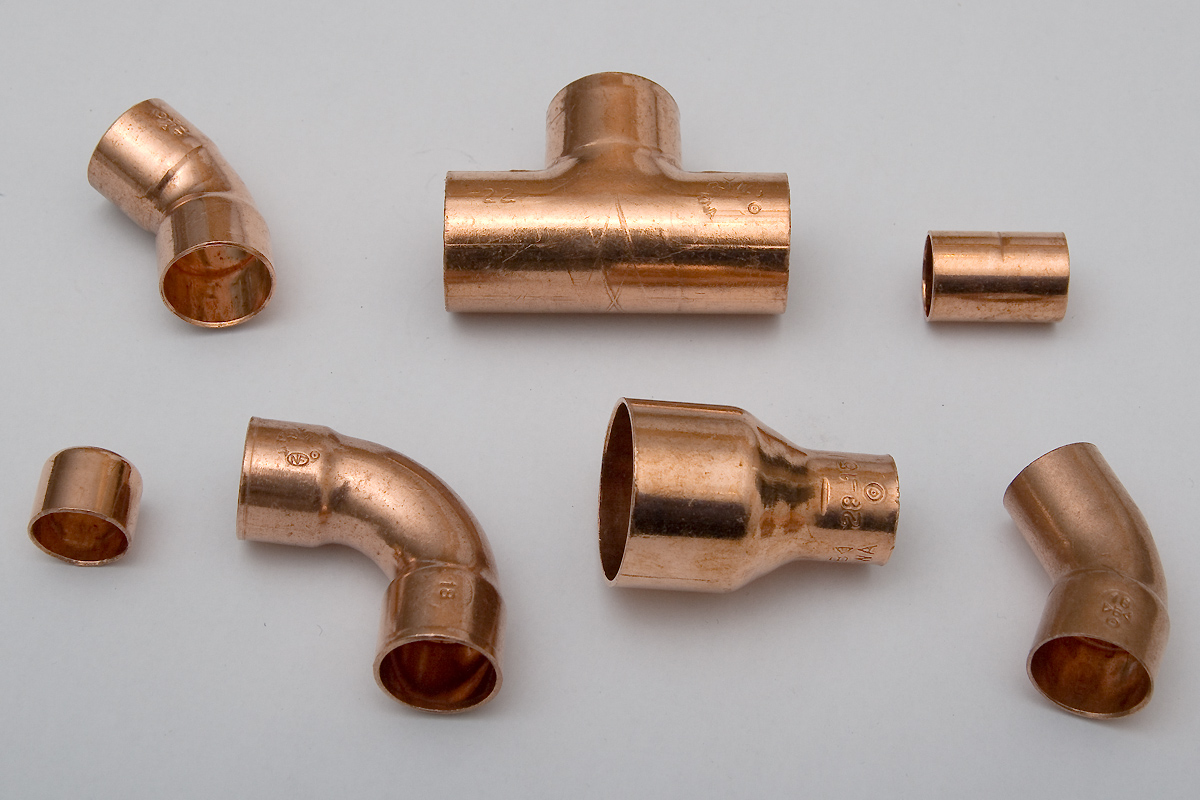
Měděné tvarovky (fitinky)

Instalatér (z franc.) je stavební řemeslník, který provádí instalace rozvodů (vedení vody, energií atd.). Většinou v užším smyslu označuje vodoinstalatéra, který provádí a udržuje trubkové rozvody studené a teplé užitkové vody, odvod odpadní vody a související vybavení (zařízení koupelen,, často zajišťované stejnou firmou či přímo řemeslníkem s příslušnou kvalifikací. Jsou to zejména topenář pro rozvody teplovodního vytápění a plynař pro plynové rozvody. Odlišnou práci s širšími rourami bez požadavku na tlakovou těsnost provádějí specializované firmy při instalaci vzduchotechniky a klimatizace a kominíci při vložkování kouřovodů. Zcela odlišné jsou elektroinstalace prováděné elektrikářem.

## Materiál
Instalatérský materiál zahrnuje hlavně:
- trubky: ocelové, měděné nebo z umělých hmot (PVC, PE-X)
- armatury
  - spojovací tvarovky (fitinky) jako například kolena, oblouky, odbočky T, redukce, šroubení, zátky
  - ventily, kohouty, šoupata
- sifony a další.
- vodovodní baterie, vybavení sprchy, splachovací nádržky WC
- sanitární keramiku (umyvadla, vany, mísy)

## Historie

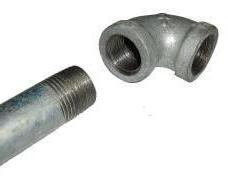
Starší technologie: Ocelová trubka s kuželovým závitem a litinové koleno

Vnější rozvody, domovní přípojky a hlavní domovní rozvody o větším průměru se dělaly obvykle litinové a spojovaly buď hrdlem těsněným olovem nebo přírubami. Domovní rozvody vody se do poloviny 20. století dělaly převážně olověné (uvnitř byly pocínované) a pájené. Později z ocelových pozinkovaných trubek a fitinků, které se opatřovaly závity, na závit se kvůli těsnění navinula vlákna konopí (koudel) s fermeží a sešroubovaly se. Domovní odpadní potrubí bývalo také litinové, později z lepeného PVC.

### Původ slova
Installateur sanitaire je ve francouzštině synonymum výrazu pro instalatéra – plombier. Slovo Installateur používá ve stejném významu i němčina. Anglický a francouzský termín plumber a plombier poukazuje na historicky převažující materiál trubek – olovo (latinské plumbum).

## Technologie
Pro rozvod vody se od římského starověku (Pompeje) až do poloviny 20. století běžně užívaly trubky olověné, pájené na měkko tzv. kalíškem. Protože olovo je jedovaté, užívaly se pro pitnou vodu ve 20. století trubky s cínovou vložkou, odpadní trubky měly větší průměr a velmi tenké stěny. V průběhu 20. století převládly trubky ocelové, pro vodu zinkované, spojované závity a litinovými fitinky.
V poslední době převažují trubky z umělých hmot, lepené nebo svařované, případně dražší trubky měděné. Pro větší průměry nebo při komplikovaném průchodu zdí se užívají i ohebné trubky (hadice z polyetylénu), které se spojují přírubovým spojem s vloženým těsněním. Tento spoj se používá i u rozebíratelných spojů v místě napojení baterií, spotřebičů apod. Závitové spoje (např. v místě napojení na starší rozvody) se těsní koudelí nebo teflonovou páskou.
Potrubí se opatřuje tepelnou izolací, nejčastěji používané jsou z pěněného polyetylénu (mirelon) a u studené vody také plstěná omotávka, která má schopnost zadržovat kondenzát.
Odpady mají obvykle větší průměry a dělají se z umělých hmot (PVC), těsněných pomocí vložených O-kroužků. Ještě větší průměry mohou být keramické, litinové nebo ocelové.
Pro spojování potrubí se používají různé techniky svařování, vázané na použitý materiál:
- polyfúzně – spojování plastových trubek PPR (polypropylen),
- pájení mědi – pomocí propan butanového plamene a cínu,
- pájení mědi na tvrdo – pomocí kyslíkoacetylénového plamene a mosazných drátů,
- svařování plamenem – pouze ocelové trubky,
- obloukové svařování – pouze ocelové trubky.

## „Polský instalatér“
V první dekádě 21. století se výraz „polský instalatér“ stal v západní části Evropské unie (zejména ve Spojeném království) symbolem levné pracovní síly přicházející z východních států Unie v rámci liberalizace služeb.